# Tridactylus paradoxus
Tridactylus paradoxus är en insektsart som beskrevs av Pierre André Latreille 1802. Tridactylus paradoxus ingår i släktet Tridactylus och familjen Tridactylidae. Inga underarter finns listade i Catalogue of Life.